# Château de Nirengi
Le château de Nirengi (二連木城, Nirengi-jō) était un château japonais de la période Sengoku situé dans la ville actuelle de Toyohashi, préfecture d'Aichi. Il n'en reste plus rien mas un parc a été aménagé sur l'emplacement qu'occupait autrefois le château et un monument en pierre et quelque panneaux indicateurs ont été disposés par la municipalité.
Le nom du château et de la zone environnante, Nirengi, signifie « deux ormes » en japonais, d'après les ormes (連の木, ren-no-ki) qui autrefois poussaient abondamment dans la région.

## Histoire
En 1465, Toda Munemitsu (vers 1439-1508), un obligé du shogunat Ashikaga, reçut l'ordre de quitter Kyoto pour la province de Mikawa afin d'y pourchasser les membres des familles Maruyama et Ōhira et de soumettre la zone. Munemitsu commença par le district de Chita et continua au sud-est autour de la baie de Mikawa et dans la péninsule d'Atsumi où il construisit le château d'Ōtsu en 1479 et le château de Tahara en 1480 comme bases pour la poursuite de sa campagne. Quand la région d'Atsumi fut soumise, il laissa la garde du château de Tahara à son fils ainé, Norimitsu, et dirigea son attention vers l'est.
Munemitsu construisit le château de Narengi en 1493 comme base avancée contre les forces de l'est de Matasaburo Tame qui avait construit le « château en hauteur » de Funagatayama en 1492,. À partir de Nirengi, Munemitsu se donna pour devoir d'écraser personnellement ses ennemis. En 1505, Makino Kohaku construisit le château d'Imabashi. Bien que les deux châteaux ne soient séparés que de deux kilomètres, de nombreuses batailles eurent lieu durant les quelques années suivantes sur les terres situées entre eux deux. Finalement, Munemitsu put contraindre le chef du clan Makino à se faire prêtre bouddhiste puis il força une alliance avec les Makino. Bien que le clan Toda fût capable de poursuivre la lutte, Munemitsu mourut en 1508.
Norimitsu devint chef du clan après avoir assuré l'alliance avec le clan Saigo dans les années 1490 en épousant la fille de Saigo Masasada. Norimitsu déplaça sa résidence au château de Nirengi et supervisa la maison Mikawa-Toda vers 1508. En 1529, Matsudaira Kiyoyasu, alors âgé de 19 ans, attaqua le château d'Imabashi et s'en empara après une violente bataille. Le lendemain de son entrée triomphale, Kiyoyasu tourna son attention vers d'autres fortifications dans la région, dont le château d'Ina et le château de Nirengi. À force de mariages croisés successifs, les Toda devinrent finalement une branche des Matsudaira.
En 1571, Takeda Shingen à la tête d'une armée de 25 000 hommes lança une invasion générale des provinces tenues par Tokugawa Ieyasu. Comme les Takeda entraient dans la province de Tōtōmi, Ieyasu envoya en renfort Oda Nobunaga puis commença à marcher vers l'ouest du château de Hamamatsu vers le château de Yoshida. La défense du château de Yoshida et l'est de la région de Mikawa étaient sous la responsabilité de Sakai Tadatsugu que Shingen savait être un formidable tacticien. Une fois arrivé à Mikawa, Shingen reconnut que la confluence des rivières Toyogawa et Asakura, juste au-dessus de la baie de Mikawa, était un point stratégique dont il était nécessaire de s'emparer. Le château de Yoshida était situé sur les rives surplombant la confluence, tandis que le château de Nirengi, se trouvait à environ 2 km à l'est, sur la rive de la rivière Asakura. Au château de Nirengi, Ieyasu menait personnellement son arrière-garde en grande infériorité numérique contre les forces de Takeda dans un mouvement de retardement. À l'issue d'une violente bataille, Tokugawa abandonna le château de Nirengi vers celui de Yoshida. Avec les renforts du clan Oda, Ieyasu put rallier ses troupes, combattre les Takeda et récupérer Nirengi et les autres châteaux qui étaient tombés en possession de l'ennemi.
À la suite du siège d'Odawara (1590), les droits de propriété sur la zone furent transférés à Toyotomi Hideyoshi, tandis que Tokugawa Ieyasu et ses forces loyales se déplaçaient à l'est et prenaient possession de la région de Kantō. Toda Yasunaga, le dernier daimyo du château, renonça à la possession du château de Nirengi en 1590 quand il suivit Ieyasu à l'est. La garde de l'est de Mikawa fut attribuée à Terumasa Ikeda qui prit résidence au château de Yoshida. Comme la province de Mikawa était alors entourée de terres contrôlées par Hideyoshi ou ses vassaux, nombre des châteaux de la région devinrent en surnombre, à la suite de quoi le château de Nirengi fut abandonné.
Durant la période Edo, les classes inférieures et les samouraïs appauvris de la région utilisaient le bois des ormes pour confectionner des mortiers et pilons, ustensiles de cuisine traditionnels japonais. Ces pilons, ou suribachi, servaient à écraser et moudre les graines de sésame, des épices ou d'autres ingrédients secs. Les samouraïs artisans vendaient ces mortiers et pilons aux marchands, à l'instar des samouraïs dans tout le Japon, qui le faisaient avec les produits spécifiques réalisés avec les matériaux localement disponibles afin de compléter les maigres allocations qu'ils recevaient de leurs daimyos,.

### Époque moderne
Après la restauration de Meiji, tous les domaines féodaux furent restitués à l'État y compris les ruines depuis longtemps abandonnées du château de Nirengi. En 1911, le premier maire de Toyohashi, Ōguchi Yoshimutsu, fit l'acquisition des terres et y planta des vergers. Après la fin de la Seconde Guerre mondiale, la famille Ōguchi vécut un certain temps sur l'emplacement, dans une petite maison (6 × 3 tatamis) appelée Kazaki-an (風樹庵) qui peut se traduire par « Ermitage du vent à travers les arbres ». En 1961, la ville acheta le site et y établit le parc d'Ōguchi.
On peut toujours voir des restes des remparts de terre autour de la cour principale et une partie du fossé original subsiste à la base de la pente en dessous de la cour principale.

## Description du château
Le château de Nirengi a été construit sur une zone en terrasse à proximité des rives de la rivière Asakura. La cour d'honneur (本丸, hon-maru) faisait environ 50 m2. La résidence familiale officielle était située dans la cour du nord. La seconde cour d'honneur 二の丸 (ni-no-maru) se trouvait à l'est de la cour d'honneur principale, bordée par les enceintes est et sud. Chacune de ces sections était séparée des autres par des remparts de terre et des douves.